# ورم لوزه
ورم لوزه معمولاً بر اثر بیماری ویروسی یا باکتریایی اتفاق می افتد. علائم آن تب و گلودرد است. حتی کسانیکه لوزه‌های خود را با عمل در آورده‌اند نیز مستعد این بیماری هستند. ورم لوزه‌ای که توسط باکتری‌ها اتفاق افتاده باشد با ‌آنتی‌بیوتیک‌ها درمان می‌شود، این در حالی است که داروی خاصی برای ورم لوزه‌ای که از طریق ویروس‌ها ایجاد شده وجود ندارد.

## علائم
- لوزه‌های قرمز یا متورم
- نقاط سفید روی لوزه‌ها
- درد گردن یا تورم گردن
- گلودرد
- مشکل در بلع غذا
- سرفه
- سردرد
- چشم درد
- درد عمومی بدن
- گوش درد
- تب
- احساس لرز
- گرفتگی بینی

## علت ایجاد ورم لوزه
دلایل ویروسی مانند ویروس‌های سرما خوردگی، ویروس اشتین بار (بیماری مونونوکلئوز)، ویروس هرپس، ویروس اچ آی وی، آدنوویروس.دلایل باکتریایی مانند باکتری استرپتوکوک β-hemolytic گروه A و کمتر شایع در بیماری‌های سیفیلیس، استافیلوکوک، کلامیدیا، سیاه سرفه، فوزو باکتریوم، دیفتری و سوزاک.با وارد شدن باکتری یا ویروس به بدن، لوزه‌ها به مبارزه باآنها می پردازند و متورم می‌شوند. گلبول‌های سفید در داخل لوزه‌ها باکتری‌ها و ویروس‌ها را میکشند که ممکن است باعث التهاب و سرخی گلو و تب شود.

## درمان
درمان شامل کم کردن علائم تورم لوزه هاست:
- کم کردن درد، التهاب و سرخی گلو و لوزه‌ها، کاهش تب (با تجویز استامینوفن، ایبوبروفن، پاراستامول)
- کم کردن سرفه با استفاده از غرغره آب نمک، قرص سرفه، مایعات گرم و سرد، سوپ جو، استراحت در رختخواب)

اگر تورم لوزه‌ها به دلیل استرپتوکوک باشد، آنگاه آنتی‌بیوتیک‌هایی مانند آمپی سیلین و آموکسی سیلین مفید خواهند بود. یک ماکرولید مانند اریترومایسین برای کسانی که به آمپی سیلین آلرژی دارند مفید خواهد بود. کسانی‌که بدنشان به آمپی سیلین‌ها جواب نمی‌دهد می‌توانند از کوآموکسی کلاو یا کلیندامایسین استفاده کنند. اگر تورم لوزه‌ها به دلیل ویروس باشد، طول درمانش بستگی به نوع ویروس دارد . معمولاً بین یک تا دو هفته است . اما ممکن است بیماری وخیم شده و نیاز به برداشتن لوزه‌ها توسط جراحی باشد.